# Søren Lyberth
Søren Lyberth (født 24. juni 1965) er en grønlandsk politiker.

Han repræsenterer partiet Siumut, og er pr. 2007 borgmester i Maniitsoq Kommune. Han overtog borgmestertitlen i 2005 efter Siverth Heilmann fra Atassut, efter at Siumut og Inuit Ataqatigiit fik 6 pladser i kommunestyret.  